# Fredrik Hulten
Axel Fredrik Ragnar Hulten (Lund, 9 de noviembre de 1966-Strömstad, 13 de junio de 1997) fue un deportista sueco que compitió en remo. Ganó una medalla de bronce en el Campeonato Mundial de Remo de 1989, en la prueba de cuatro scull.

## Palmarés internacional
| Campeonato Mundial | Campeonato Mundial | Campeonato Mundial | Campeonato Mundial |
| Año                | Lugar              | Medalla            | Prueba             |
| ------------------ | ------------------ | ------------------ | ------------------ |
| 1989               | Bled (Yugoslavia)  | Medalla de bronce  | Cuatro scull       |